# Tournoi des Cinq Nations 1925
Navigation
Tournoi 1924 Tournoi 1926
Le Tournoi des Cinq Nations 1925 (du 1er janvier au 13 avril 1925) est remporté par l'Écosse avec un Grand Chelem. C'est la première fois qu'une troisième nation consécutive remporte ses quatre matches de l'année dans la compétition après le doublé de Grands Chelems de l'Angleterre. Quant à la France, ayant perdu tous ses matches, elle reçoit la virtuelle Cuillère de bois pour la cinquième fois (la précédente en 1914).
L'Ecosse connut cette année-là son premier Grand Chelem, exploit qui ne sera plus réalisé avant 1984, soit 49 ans plus tard. 
Ce tournoi fut marqué par l'inauguration du stade de Murrayfield. 

## Classement
| Rang | Nations        | J | V | N | D | PP | PC | Δ   | Pts |
| ---- | -------------- | - | - | - | - | -- | -- | --- | --- |
| 1    | Écosse         | 4 | 4 | 0 | 0 | 77 | 37 | +40 | 8   |
| 2    | Irlande        | 4 | 2 | 1 | 1 | 42 | 26 | +16 | 5   |
| 2    | Angleterre (T) | 4 | 2 | 1 | 1 | 42 | 37 | +5  | 5   |
| 4    | Pays de Galles | 4 | 1 | 0 | 3 | 34 | 60 | −26 | 2   |
| 5    | France         | 4 | 0 | 0 | 4 | 23 | 58 | −35 | 0   |

- LÉGENDE :
T tenante du titre 1924
Δ différence de points PP−PC
Pts points de classement (2 points pour une victoire, 1 point en cas de match nul, rien pour une défaite).
- L'Écosse vainqueure du Tournoi avec son premier Grand chelem, a la meilleure attaque et la meilleure différence de points, alors que la meilleure défense échoit à l'Irlande.

## Résultats
| Jeudi 1er janvier 1925 0Colombes  | France         | 03 - 9  | Irlande        |
| Samedi 17 janvier 1925 0Londres   | Angleterre     | 12 - 6  | Pays de Galles |
| Samedi 24 janvier 1925 0Édimbourg | Écosse         | 25 - 4  | France         |
| Samedi 7 février 1925 0Swansea    | Pays de Galles | 14 - 24 | Écosse         |
| Samedi 14 février 1925 0Londres   | Angleterre     | 06 - 6  | Irlande        |
| Samedi 28 février 1925 0Cardiff   | Pays de Galles | 11 - 5  | France         |
| Samedi 28 février 1925 0Dublin    | Irlande        | 08 - 14 | Écosse         |
| Samedi 14 mars 1925 0Belfast      | Irlande        | 19 - 3  | Pays de Galles |
| Samedi 21 mars 1925 0Édimbourg    | Écosse         | 14 - 11 | Angleterre     |
| Lundi 13 avril 1925 0Colombes     | France         | 11 - 13 | Angleterre     |

## Les matches de la France
Quelques détails techniques des rencontres de l'équipe de France :

### France - Irlande
| Jeudi 1er janvier 1925 Temps frais | France Capitaine : Borde | 3 - 9 (3-0) | Irlande Capitine : W Crawford                                | Stade Yves-du-Manoir, Colombes Terrain excellent 35 000 spectateurs Arbitre : J Macgill |
| Jeudi 1er janvier 1925 Temps frais | Essai(s) : Ribère        |             | Essai(s) : 2 J Gardiner, Stephenson Pénalité(s) : W Crawford | Stade Yves-du-Manoir, Colombes Terrain excellent 35 000 spectateurs Arbitre : J Macgill |
| Jeudi 1er janvier 1925 Temps frais |                          |             |                                                              | Stade Yves-du-Manoir, Colombes Terrain excellent 35 000 spectateurs Arbitre : J Macgill |

### Écosse - France
| Samedi 24 janvier 1925 | Écosse Capitaine : Buchanan                                                              | 25 - 4 (5-4) | France Capitaine : Boubée | Inverleith, Édimbourg 20 000 spectateurs Arbitre : E Wheeler |
| Samedi 24 janvier 1925 | Essai(s) : 7 Gillies, Wallace (2), I Smith (4) Transformation(s) : 2/7 Gillies, Drysdale |              | Drop(s) : du Manoir       | Inverleith, Édimbourg 20 000 spectateurs Arbitre : E Wheeler |
| Samedi 24 janvier 1925 |                                                                                          |              |                           | Inverleith, Édimbourg 20 000 spectateurs Arbitre : E Wheeler |

### Pays de Galles - France
| Samedi 28 février 1925 Temps couvert | Pays de Galles Capitaine : R Harding                                 | 11 - 5 (3-0) | France Capitaine : Piteu                               | National Stadium, Cardiff Terrain boueux 28 000 spectateurs Arbitre : R Harland |
| Samedi 28 février 1925 Temps couvert | Essai(s) : 3 E Finch (2), B Delahay Transformation(s) : 1/3 D Parker |              | Essai(s) : M Laborderie Transformation(s) : J Ducousso | National Stadium, Cardiff Terrain boueux 28 000 spectateurs Arbitre : R Harland |
| Samedi 28 février 1925 Temps couvert |                                                                      |              |                                                        | National Stadium, Cardiff Terrain boueux 28 000 spectateurs Arbitre : R Harland |

### France - Angleterre
| Lundi 13 avril 1925 Temps ensoleillé | France Capitaine : Piteu                                                  | 11 - 13 (5-13) | Angleterre Capitaine : Wakefield                                                                          | Stade Yves-du-Manoir, Colombes Bon terrain 30 000 spectateurs Arbitre : A Freethy |
| Lundi 13 avril 1925 Temps ensoleillé | Essai(s) : 3 F Barthe, Cluchague, Besson Transformation(s) : 1/3 Ducousso |                | Essai(s) : 2 Wakefield, R Hamilton-Wickes Transformation(s) : 2/2 W Luddington Pénalité(s) : W Luddington | Stade Yves-du-Manoir, Colombes Bon terrain 30 000 spectateurs Arbitre : A Freethy |
| Lundi 13 avril 1925 Temps ensoleillé |                                                                           |                | | Stade Yves-du-Manoir, Colombes Bon terrain 30 000 spectateurs Arbitre : A Freethy |